# Bado de Garzas
Bado de Garzas es un caserío peruano ubicado en el distrito de San Juan de Bigote en la provincia de Morropón del departamento de Piura, al norte del Perú. En el 2017 tenía una población de 85 habitantes según el INEI.